# El Hassi (Batna)
El Hassi (în arabă الحاسى) este o comună din provincia Batna, Algeria.
Populația comunei este de 7.990 de locuitori (2008).